# Ordenanza General del Ejército de Chile (1839)
La Ordenanza General del Ejército fue el reglamento orgánico de funcionamiento del Ejército de Chile y la Armada de Chile promulgado como ley de la República de Chile el 25 de abril de 1839 durante el gobierno de José Joaquín Prieto y que reemplazó a las hasta entonces vigentes Reales Ordenanzas para las Fuerzas Armadas de España que habían sido establecidas durante la colonia en 1768 por Carlos III y que habían continuado en uso aún tras la independencia.
Las ordenanzas establecían la organización, táctica, rangos, funciones, sueldos, obligaciones, servicios, administración, etc, que debían asumir ambas ramas que entonces formaban las fuerzas armadas.
El texto está dividido en "Títulos", cada uno de ellos contiene varios artículos.
Su contenido puede ser dividido en tres partes que establecen en ordenamiento interno, la justicia militar y una tercera parte que establece los sueldos, montepíos y retiros.

## Contenido de la ordenanza
Se debe señalar a que los problemas internos de las nuevas repúblicas americanas producían continuamente revueltas militares y que los gobiernos, en Chile por lo menos, trataron inmediatamente de restringir cualquier formación de ideas políticas dentro de las fuerzas armadas y de contrapesar su fuerza con la formación de la guardia nacional.
La constitución de 1833 daba al presidente de la república el mando de las fuerzas de tierra y mar en caso de guerra. En paz, los comandantes militares estaban supeditados al "comandante de armas" de la región y los "gobernadores de plaza" (hoy día intendentes y gobernadores respectivamente), que eran nombrados directamente por el presidente de la república. De esa manera la constitución y la ordenanza supeditaban el poder militar a la autoridad civil.: 268 
Aunque no es nombrado expresamente, la ordenanza era válida también para la Armada de Chile.

### Organización
Desde el título I al LXX el reglamento establece las funciones que deben cumplir los estamentos dentro del escalafón así como las partes del ejército de tierra: caballería, artillería, infantería e ingenieros. 
En diferentes artículos nombra las funciones de soldados, cabos, sargentos, etc, hasta general de división, inspector general. También define el uniforme incluso para cirujanos y capellanes.
En particular nombra a un "Inspector General del Ejército" que tiene atribuciones de inspección pero no de mando sobre tropas. También hace mención de un "General en Jefe" y un "Estado Mayor", pero no establece ni su formación ni su funcionamiento o funciones.

### Justicia Militar
Desde el título LXXI al LXXXII se definen las materias judiciales que deberán ser tratadas por los tribunales militares. Primero establece los fueros (privilegios o normas especiales que se aplican a una o varias personas, aforados, por algún motivo, particularmente su condición de pertenencia a un colectivo privilegiado o de jurisdicción privativa) luego los aforados, los delitos.
La ordenanza preveía en caso de algunos delitos, castigos corporales para los soldados de baja graduación.: 43 

### Sueldos
En los títulos LXXXIII, LXXXIV y LXXXV se establecen las remuneraciones, retiros y montepíos.

### Otros items
Para impedir copias inexactas que podrían desvirtuar sus fines, el gobierno prohibió reimprimir el texto de la ordenanza sin su autorización. Asimismo, la ordenanza no establece el contingente total de la fuerza, "que es atribución del congreso".: 264 

## Análisis y consecuencias
Según Carlos Maldonado, la nueva ordenanza "esperada con ansiedad por la oficialidad progresista" no significó un progreso significativo.: 42 
Según otros autores "sirvió para dar estructura definitiva a las fuerzas armadas, haciendo de ellas una herramienta eficaz para la defensa y el desenvovimiento de la república".